# Ortocentrikus pontnégyes

Ortocentrikus pontnégyes. Vegyük észre, hogy bármely jelölt pont a másik három pont által meghatározott háromszög magasságpontja

A geometriában a sík négy pontja ortocentrikus pontnégyest alkot, hogyha a négy pont egy háromszög három csúcsából és a magasságpontjából áll.
Ha négy pont ortocentrikus pontnégyes, akkor igazak a következő kijelentések is:
- bármely pont a másik három pont által meghatározott háromszög magasságpontja
- mind a négy lehetséges háromszögnek ugyanaz a Feuerbach-köre.

Bármely háromszög beírt és hozzáírt köreinek középpontjai ortocentrikus pontnégyest alkotnak.